# Tallholmarna, Hangö
Tallholmarna är en udde i Hangö centrum, den består av två små holmar (Stora och Lilla Tallholmen)  som har vuxit samman med fastlandet och bildar en naturlig avgränsning av badstranden i Kolaviken.
På Lilla Tallholmen ligger cafét Fyra vindarnas hus. Caféts kändaste ägare var åren 1927-1933 Marskalken av Finland C.G.E. Mannerheim vars sommarstuga Stormhälla var på Stora Tallholmen.

## Bildgalleri

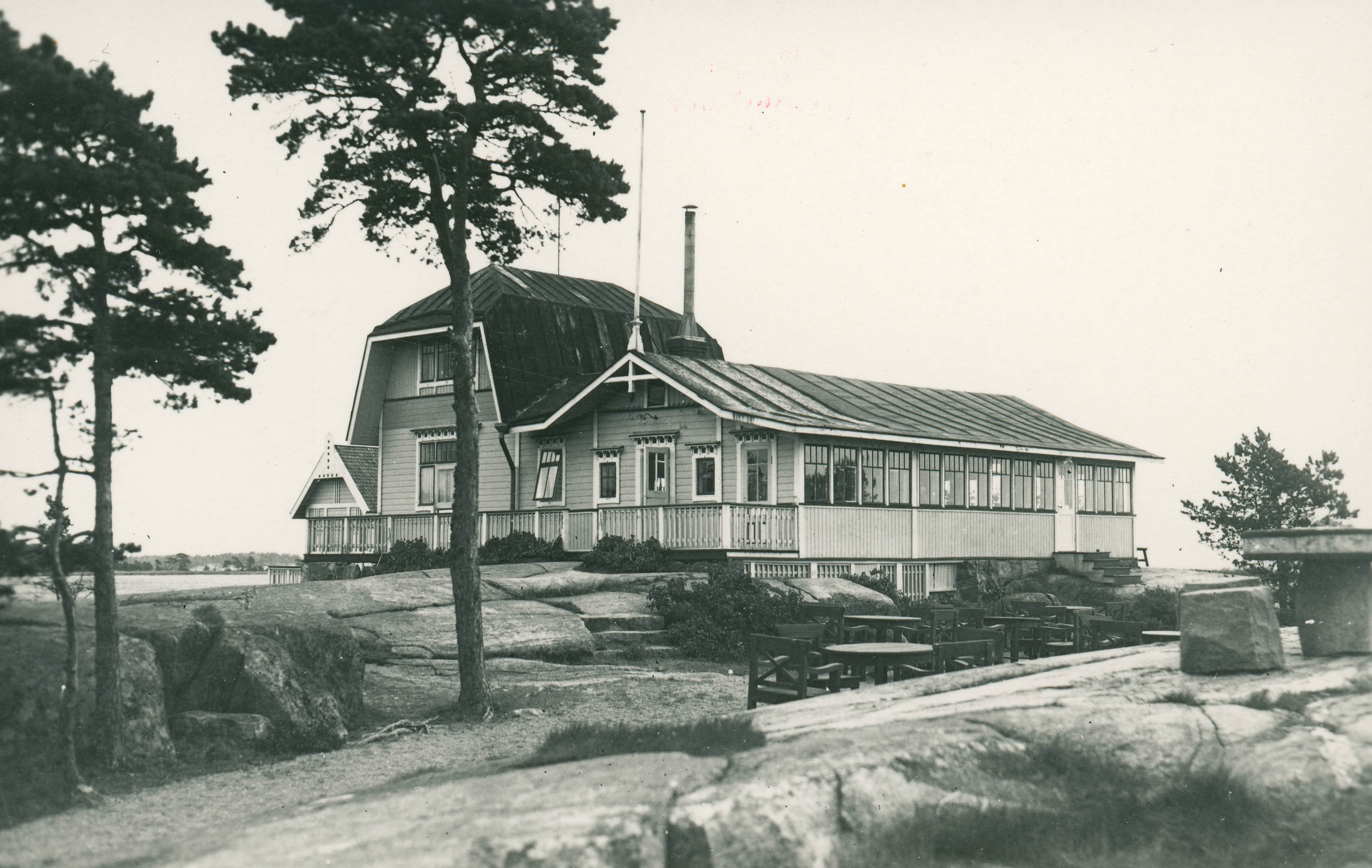
Fyra vindarnas hus cirka 1927-1933
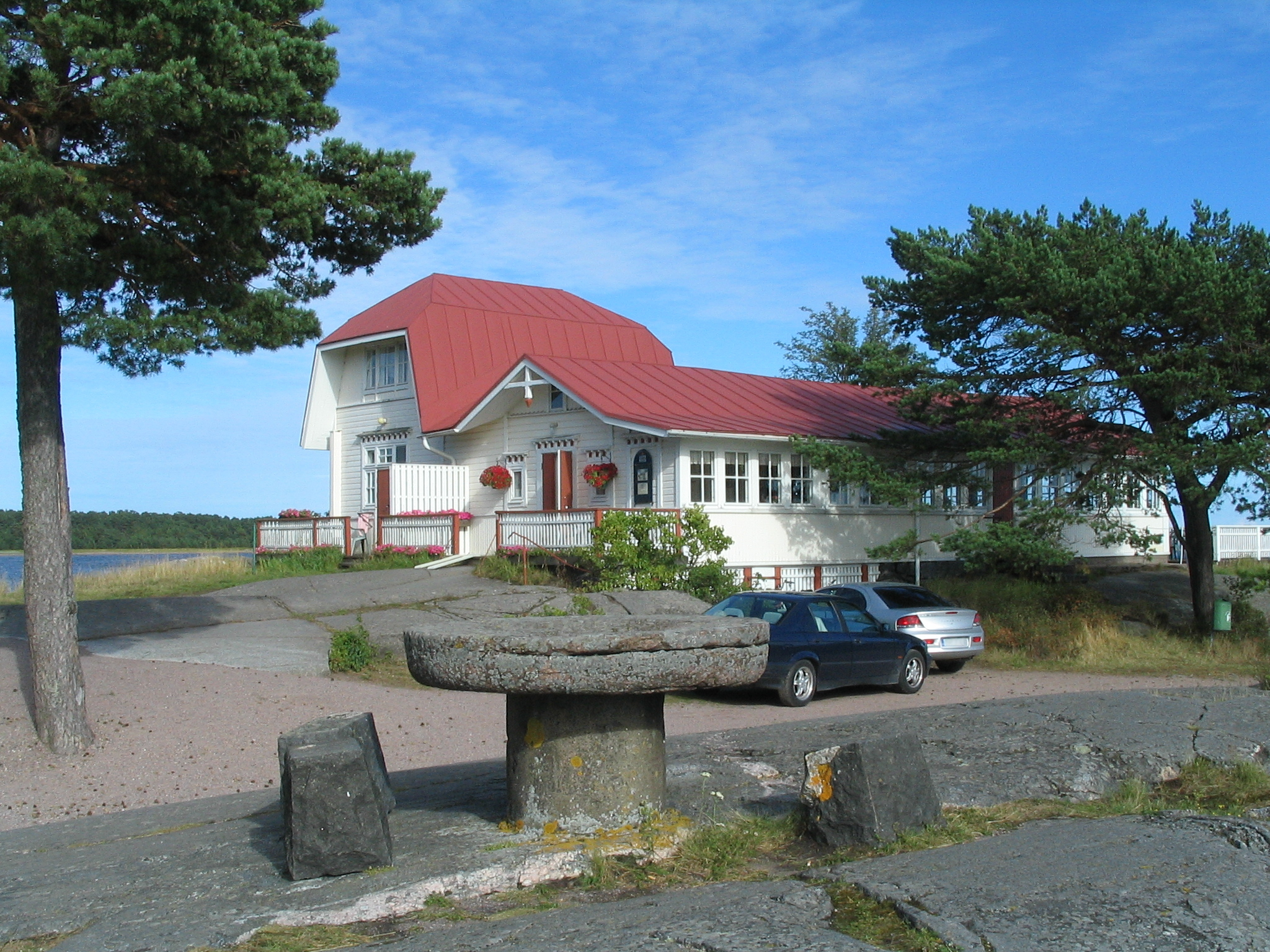
Fyra vindarnas hus 2008